# 滕·拜嫩
滕·拜嫩（荷蘭語：Teun Beijnen，1899年6月13日—1949年7月13日），荷兰男子赛艇运动员。他曾代表荷兰参加1924年和1928年夏季奥林匹克运动会赛艇比赛，其中1924年奥运会获得一枚金牌。